# تم صداح

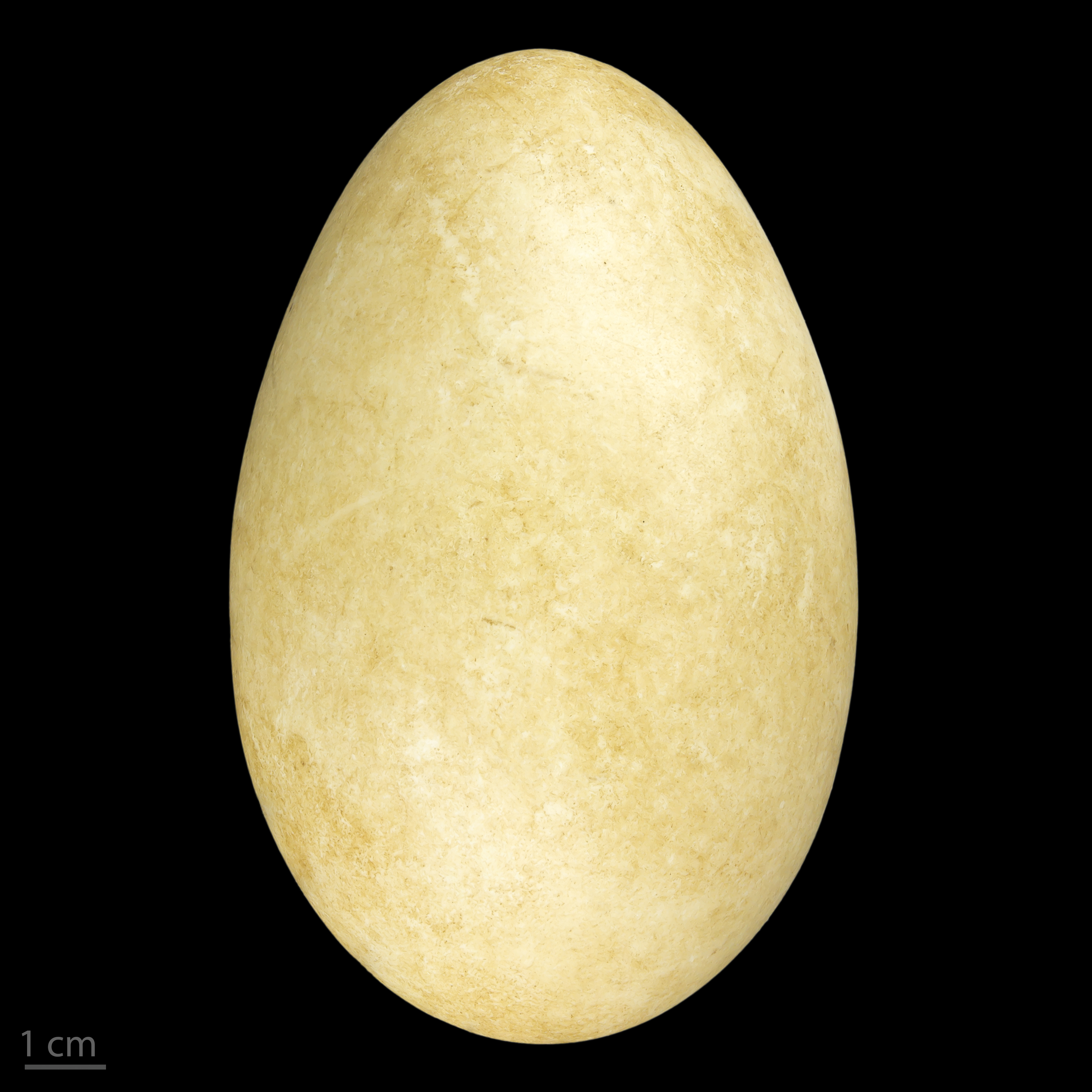
Cygnus cygnus

تَمّ صَدّاح يسمى أيضا تم أبيض (الاسم العلمي: Cygnus cygnus؛ بالإنكليزية: Whooper Swan)، تم كبير بنصف الكرة الشمالي. هو النظير الأوراسي للتم البوّاق الشمال أمريكي.

## التوزيع
كحال جميع أتمام هو طير المائي مهاجر، يعشش في أوروبا الشمالية خصوصاً إسكندنافيا وفي التندرا ويقضي الشتاء على سواحل البحر الأسود وبحر قزوين، وبحر الشمال، وبشكل أقل على السواحل الشرقية للبحر الأدرياتي. وهو من الطيور المناخات الباردة (من سيبيريا إلى آيسلندا). يكثر تواجده في فنلندا، يفضل المياه الساحلية المالحة وصاخب جداً، وعندما يتحمس، يصدر صوتاً غريباً كالسعال.

## معرض صور

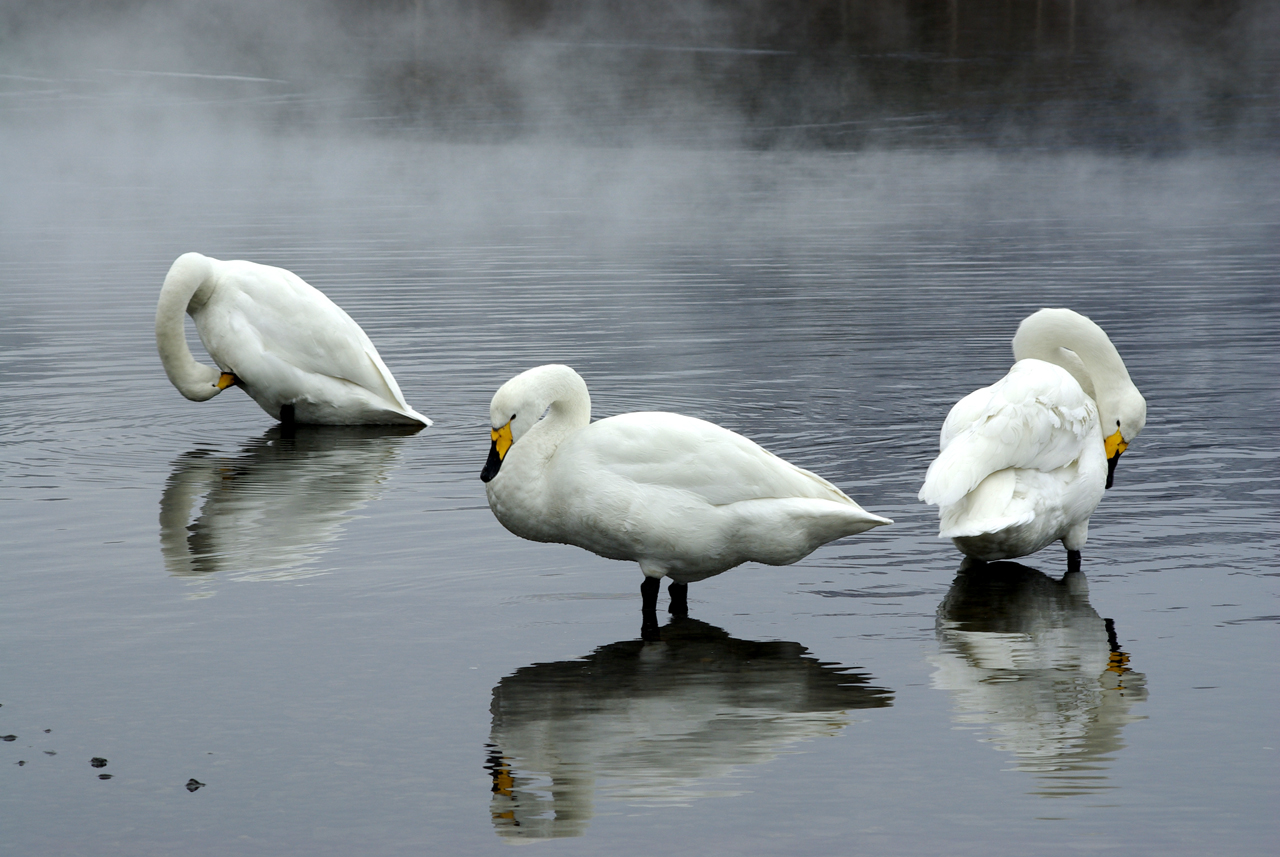
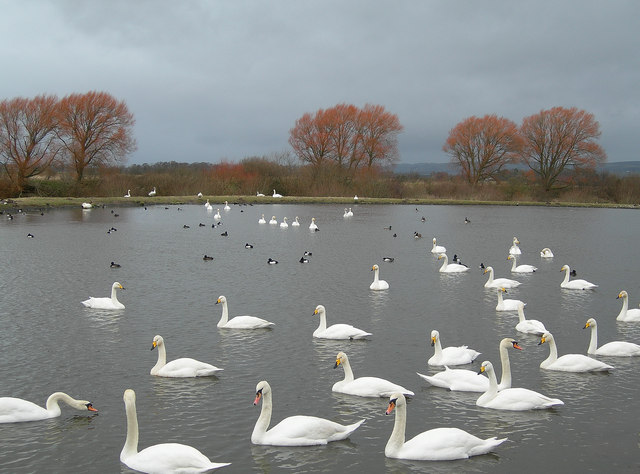
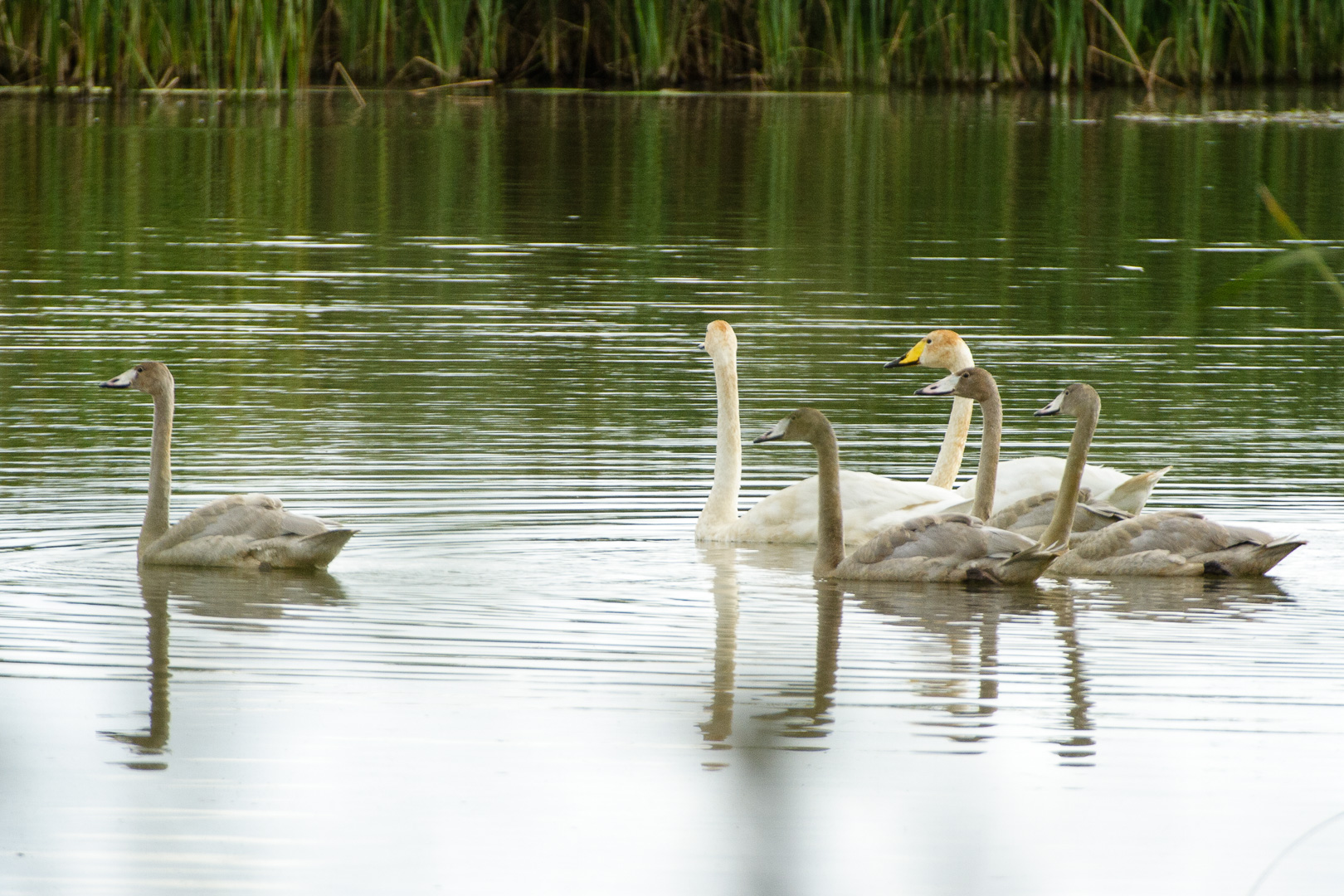
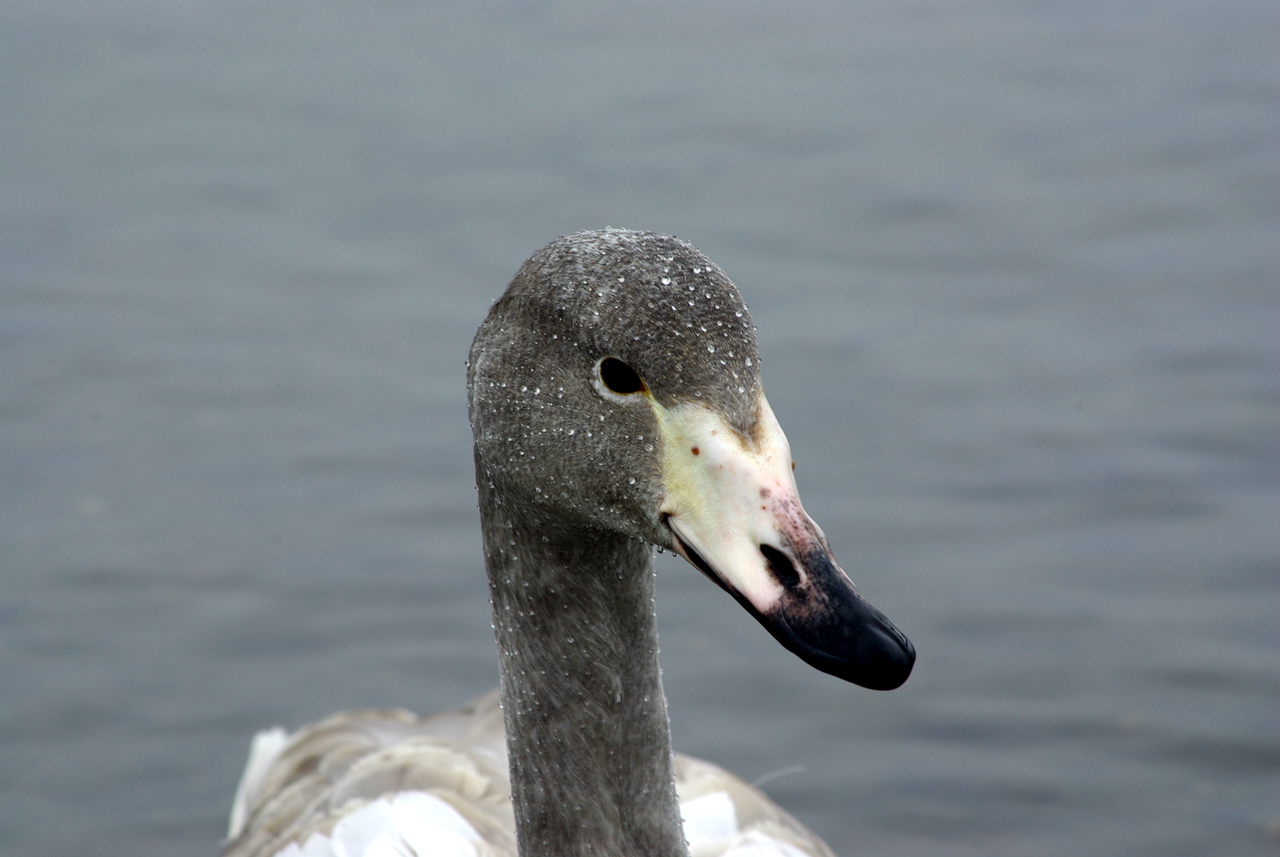
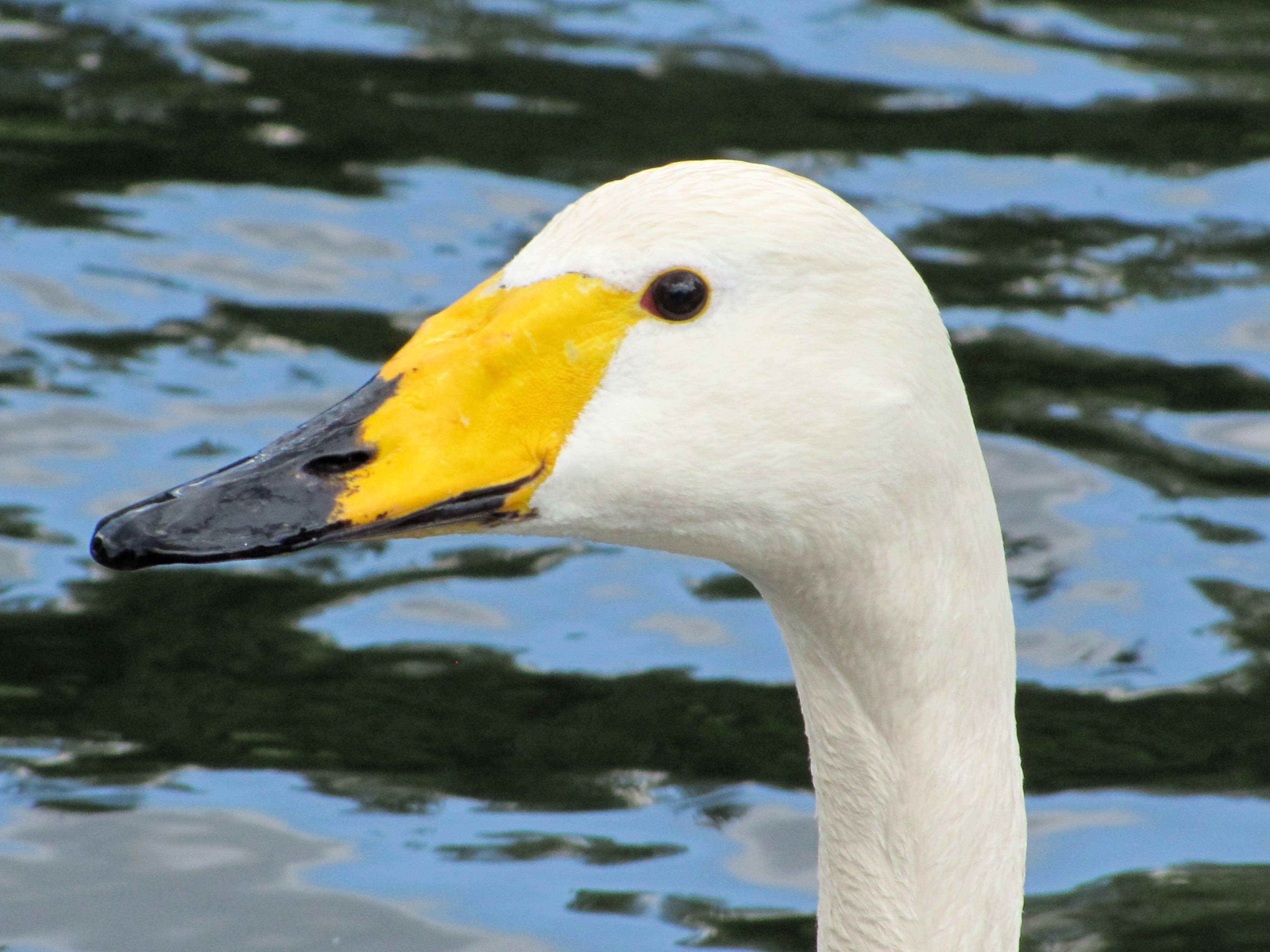